# Stadsdelar i Jönköping
Stadsdelarna i Jönköping har varierande karaktär – från historiska kvarter i Väster och Öster till moderna områden som Munksjöstaden och Skeppsbron. Stadsdelar som Rosenlund och Stadsparken rymmer kultur och nöjen, medan bostadsområden som Råslätt, Ekhagen och Dalvik präglas av miljonprogramsbebyggelse. Villakvarter finns bland annat i Bymarken, Kättilstorp och Sveahäll.

## Väster

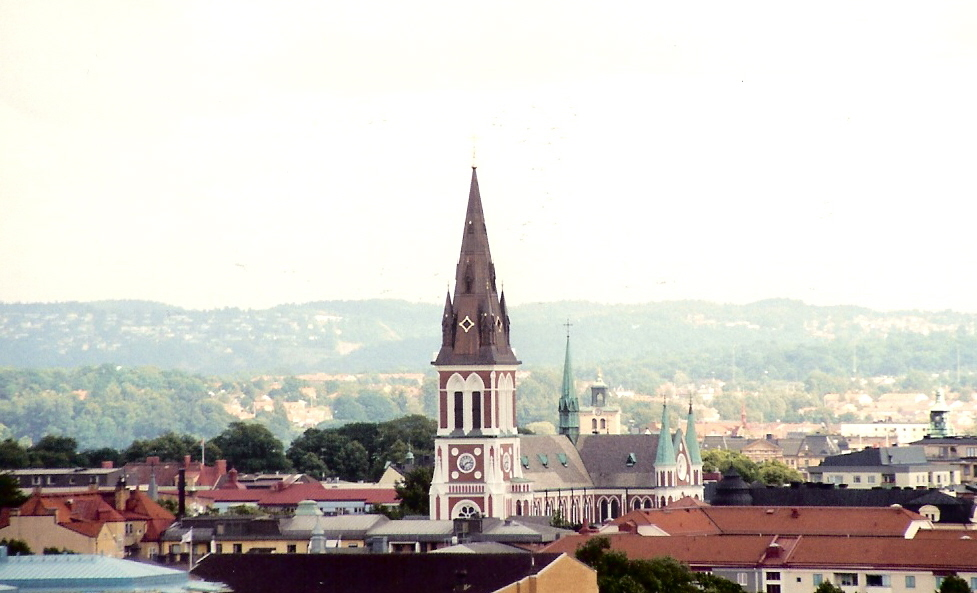
Sofiakyrkan ligger på Väster

I västra stadsdelen vid Rådhusparken (med en fontän av Molin och Börjesons byst av Viktor Rydberg) och Hamnparken, vilka endast skiljs åt av Västra Storgatan, finns Jönköpings rådhus (tidigare läroverk), Per Brahegymnasiet och landshövdingsresidenset. Innerstadens tidsmässigt andra kyrka, Sofiakyrkan, uppförd i gotisk stil och fullbordad 1888, ligger på en öppen, planterad plats i västra stadsdelen. På Väster finns också järnvägsstationen och Jönköpings ursprungliga lasarettsområde med  Hospitalshuset på Själagårdstomten. Sjukstugan har senare använts som arbetarbostad, och därefter blev det Viktor Rydbergsmuseet. Vidare finns den tidigare Jönköpings brandstation, en byggnad i gotisk stil som tidigare inrymde brand- och polisstationer. I närheten av gamla brandstationen ligger högskolan. Höghuset Gradienten ligger här bredvid Tändsticksområdet och Juneporten.

## Bymarken
Bymarken är en stadsdel på västra sluttningen mot Vättern med mestadels småhus.

## Stadsparken

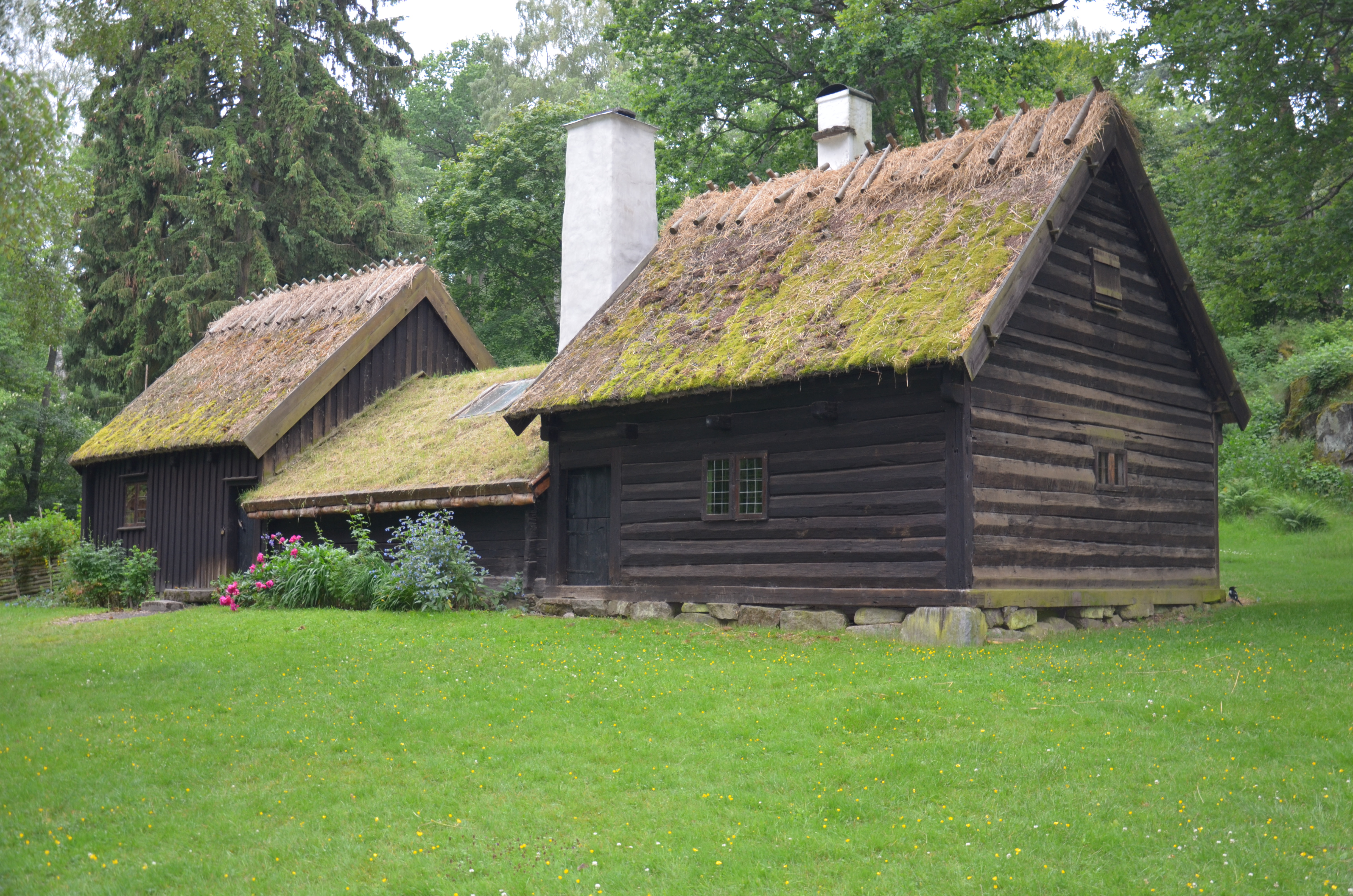
I stadsparken finns bland annat ett friluftsmuseum.

På sluttningen mot Dunkehalla, 30–50 meter över Vätterns nivå, ligger Stadsparken med ett friluftsmuseum, som började anläggas 1896. Bland äldre byggnader i parken kan nämnas: 
- Bäckaby kyrka från 1400-talet, som brändes ned 2000.
- en klockstapel från 1600-talet, flyttad från Norra Solberga kyrka[1]
- en ryggåsstuga från Markaryds socken, till största delen uppförd i början av 1600-talet
- ett tråddrageri från Gnosjö socken från 1700-talet
- en spannmålsbod från Flisby socken

Vidare finns prov på berg- och malmarter från Småland, en minnessten över bemärkta Smålandssöner, samt Stadsparksvallen.
Den 27 april 1902 öppnades i Stadsparken Jönköpings Turisthotell, som senare benämndes Restaurang Alphyddan. Alphyddan revs efter en brand 1965.

## Öster

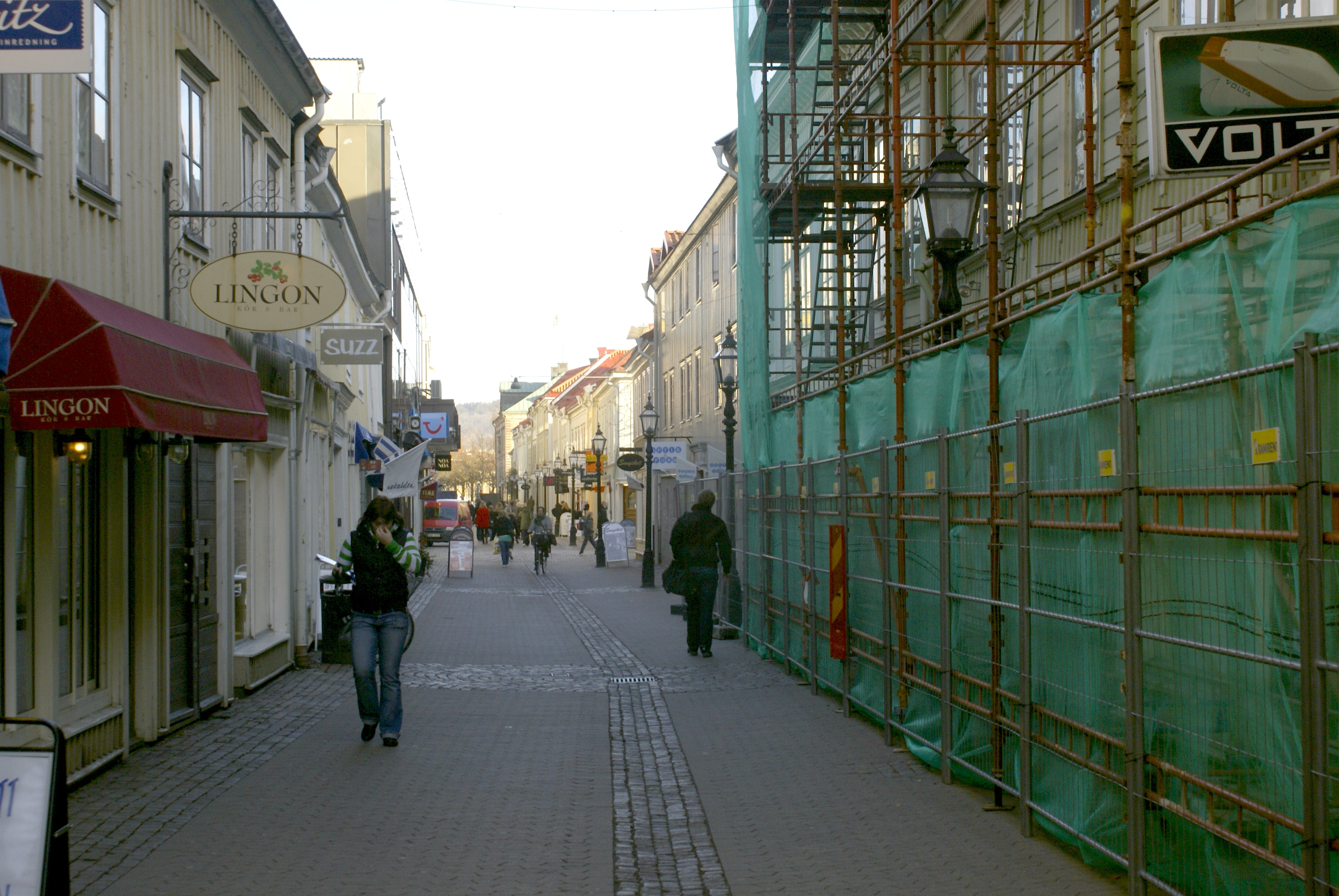
Smedjegatan.

Vid Hovrättstorget märks Göta hovrätts hus, en renässansbyggnad byggd i trånghallasandsten. Bygget påbörjades under drottning Kristinas regering efter ritning av Heinrich Gottwalt, men färdigställdes först 1665, sedan tredje våningen av brist på medel måst slopas. Gamla rådhuset, färdigbyggt i början av 1700-talet efter ritningar av Erik Dahlbergh härjades 1785 av eldsvåda. Flyglarna och det kopparklädda taket med sin takryttare brann ner. I östra stadsdelen ligger Kristine kyrka omgiven av en vacker park, uppförd 1649–1673 i romansk stil efter ritningar av Heinrich Gottwalt. Senare uppfördes kyrkans torn av huggen trånghallasandsten efter ritningar av Erik Dahlbergh (den nuvarande låga tornhuven tillkom efter branden 1790). Söder om Hovrättstorget ligger Jönköpings stadsbiblioteks byggnad, som invigdes 1969. År 2010 byggdes biblioteket samman med Stadsarkivet. Båda byggnadernas fasader är uppförda i tysk sandsten. I arkivhuset finns också en stadshistorisk utställning.
Österut dominerar det från 1898 i Jönköping förlagda Smålands artilleriregemente, A6:s kaserner. Strax sydöst om dem byggdes, enligt beslut 1909, kaserner för Jönköpings regemente på det gamla landshövdingebostället Ryhovs gårds ägor. Smålands Artilleriregemente A6 lades ner 1984. Numera inrymmer kasernbyggnaderna köpcentrumet Asecs samt diverse kontorslokaler. På Ryhov byggdes också länssjukhuset, som invigdes 1988. Då slogs Ryhovs Sjukhus och Jönköpings läns centrallasarett ihop till en enhet på en plats. Stadens huvudgata, Östra Storgatan, går genom hela östra stadsdelen. I närheten av hamnen ligger Stora hotellet.

## Liljeholmen
Liljeholmen ligger öster om de centrala delarna av Jönköping, mellan Vätterstranden och E4:an. Området består enbart av hyres- och bostadsrätter.

## Rosenlund

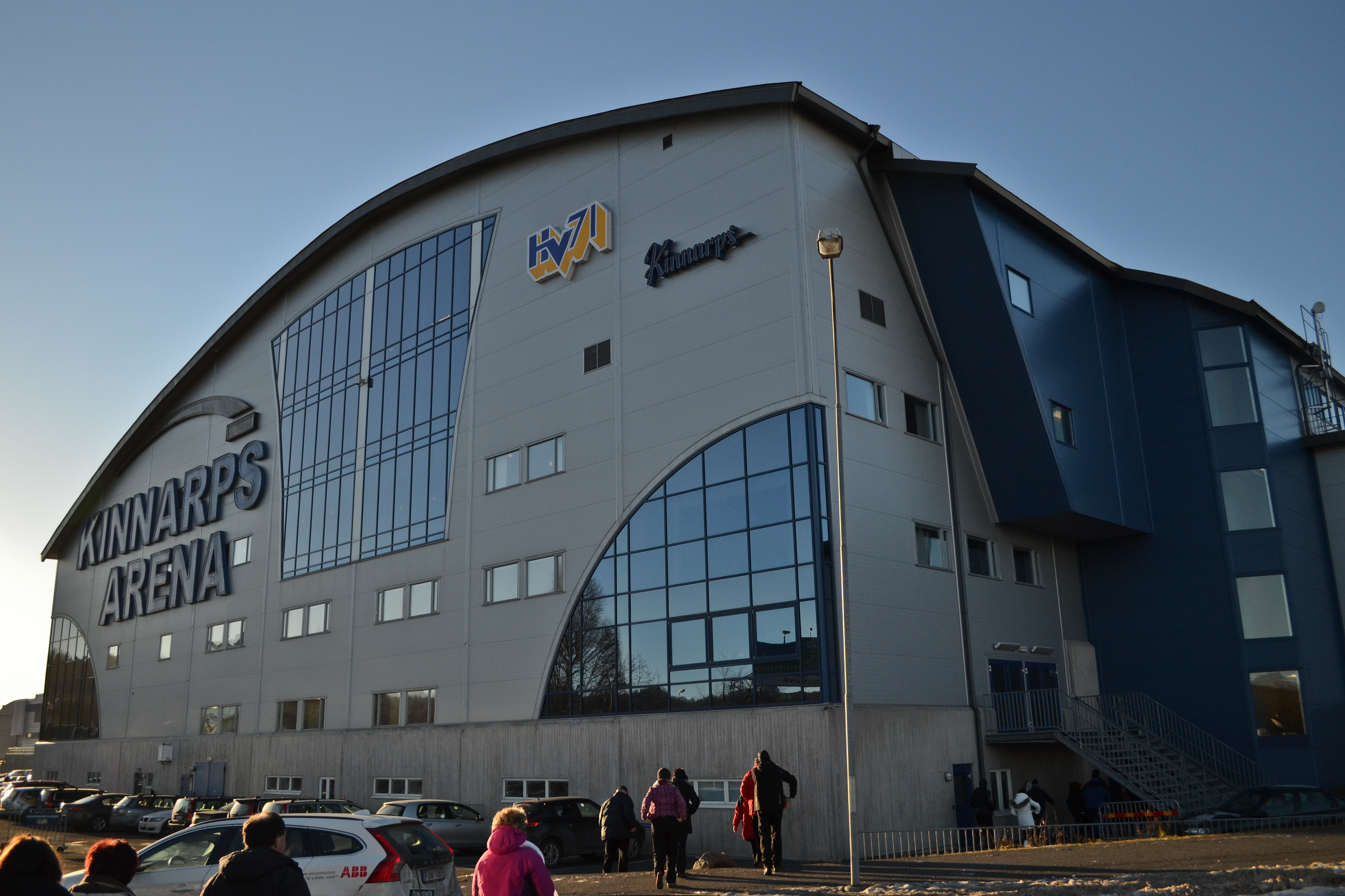
På Rosenlund finns bland annat Husqvarna Garden som används framförallt till ishockey.

Rosenlund ligger öster om stadskärnan och har fått sitt namn efter Rosenlunds herrgård. Här finns mycket av stadens nöjesaktiviteter, till exempel Rosenlundsbadet, Elmia, Husqvarna Garden men även parker och fotbollsplaner. På Elmia arrangeras också världens största datorfestival, Dreamhack.

## Söder
Populärt bostadsområde i centrala Jönköping, ej att förväxlas med villaområdet Torpa. Området består mestadels av bostadsrätter. Området byggdes ursprungligen som ett område med arbetarbostäder, men har under åren genomgått en stark gentrifiering. På Söder finns kvar en del av den gamla tidens kvartersbutiker. Området kallas ofta för "Torpa", vilket dock är namnet på det bostadsområde med mestadels villor som ligger strax söder om Söder.

## Gamla Råslätt
Stadsdel som vid ursprungliga södra infartsvägen till Jönköping började bebyggas med fristående en- och tvåfamiljsvillor på 1930-talet. Senare växte området söderut och färdigställdes vid slutet av 1960-talet. Idag består området av blandade villor och flerfamiljshus. I området finns förskolor, fritidshem, Ljungarumsskolan åk F-9. I direkt anslutning finns Jönköpings Golfklubb samt Skogskyrkogården.

## Kättilstorp
Bostadsområde som gränsar till Gamla Råslätt i norr, Golfbanan Jönköpings GK i väster och Hagaberg i söder. Ett villaområde som började byggas i början på 1950-talet med mestadels mindre villor på tomträtter utfärdade av Jönköpings kommun, även ett antal radhus och kedjehus uppfördes. Idag har de flesta av tomträtterna sålts till fastighetsägarna. Området ligger nära centrum, golfbanan och naturen.

## Gräshagen
Stadsdel i södra delen av Jönköping mellan Torpa och Tokarp. 

## Råslätt

Hus på Råslätt.

Stadsdel söder om centrum. Den består mest av hyresrätter och byggdes som en del av miljonprogrammet.

## Ljungarum
Ljungarum är ett bostadsområde i Jönköping och tidigare kyrkby i Ljungarums socken, beläget mellan industriområden och skogklädda höjder.

## Ekhagen

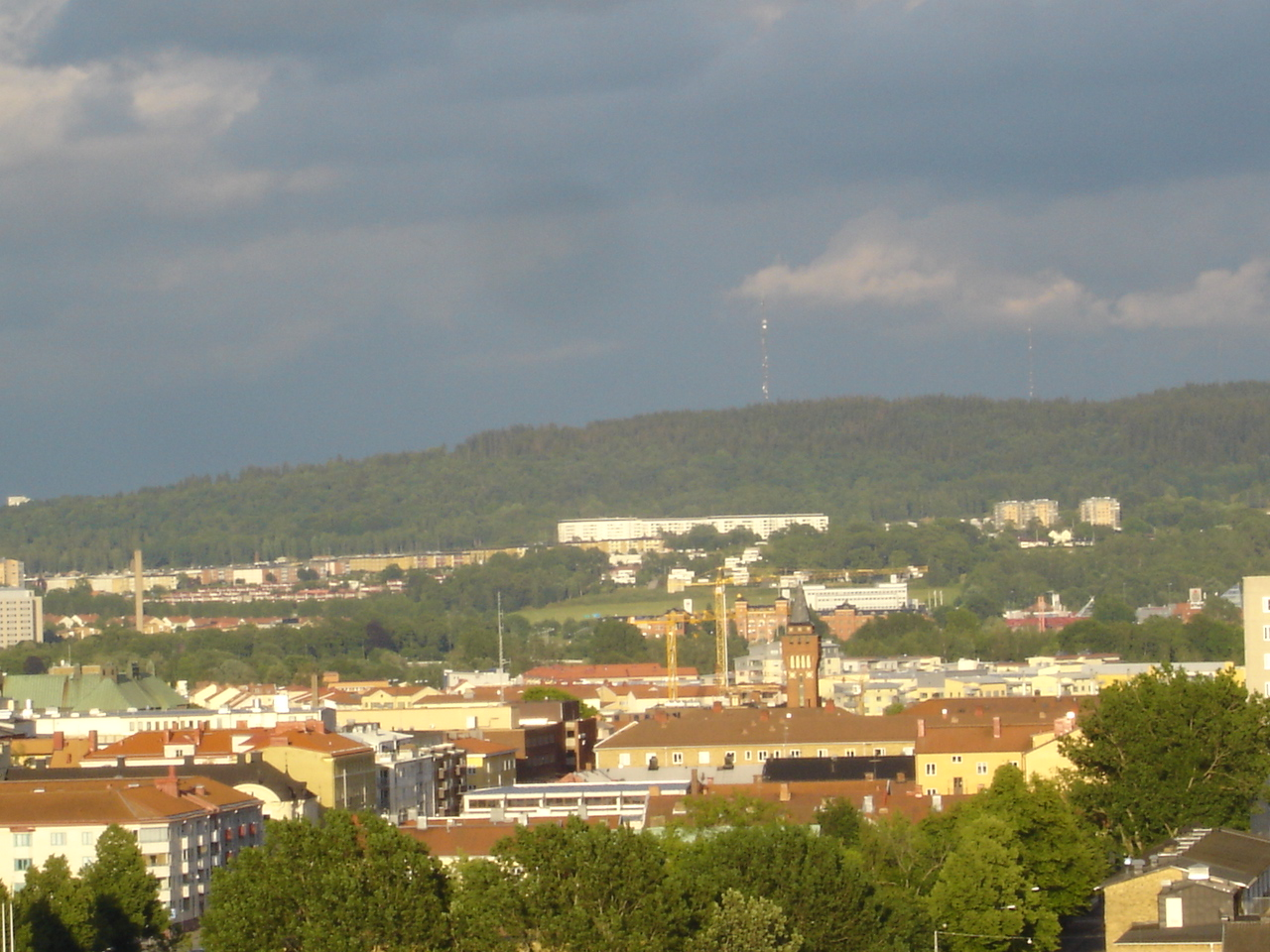
Ekhagen med Bondberget i bakgrunden

Bostadsområde med drygt 4 000 invånare. Området präglas dels av villaområden, dels trevåningshus i tegel från början av 1960-talet. Förutom en idrottsplats med omkringliggande naturreservat finns även bostadskomplexet tillika landmärket "hästskon" att beskåda. Ekhagen ligger vid foten av Bondberget (naturreservat). Från delar av Ekhagen har man utsikt över Vättern. Ekhagsravinen skiljer villaområdena från flerbostadsområdena. Vid Ekhagens centrum finns en kyrka. Ekhagens hyreshusområde är ett exempel på det svenska miljonprogrammet.

## Österängen

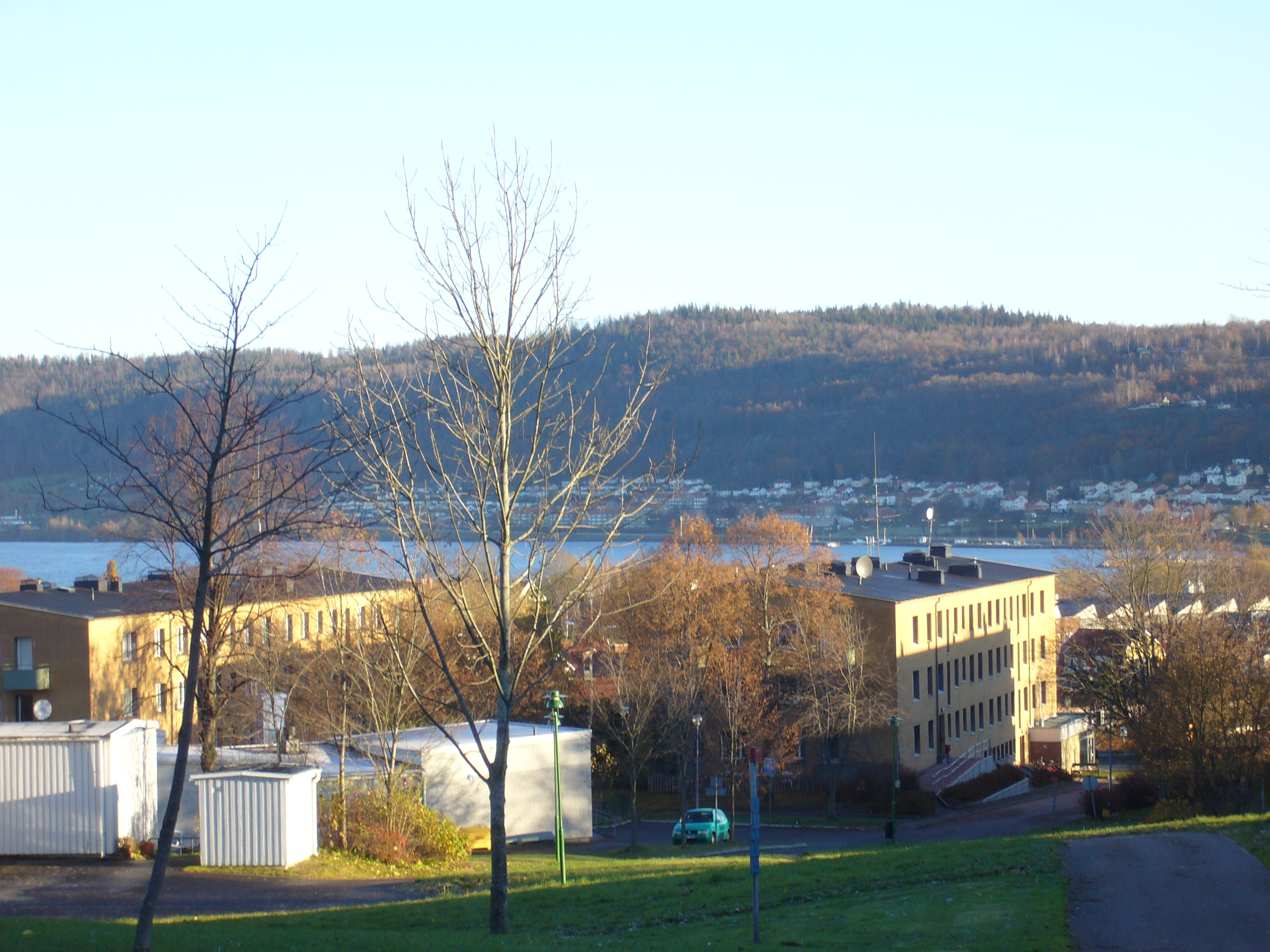
Österängen

Bostadsområdet Österängen ligger längst österut i Jönköping, vid den gamla stadsgränsen, där Jönköpings stad och Huskvarna stad möttes. Denna gräns upphörde i och med tätortsreformen 1971. Då blev Huskvarna en del av Jönköpings kommun. Österängen var länge synonymt med ett lantbruksområde. Omkring 1950 började man bygga ett bostadsområde på åkermarken. 1953 var de första bostadshusen klara för inflyttning, och i början av 1960-talet lade man grunden till de sista husen på Österängen.
Söder om Österängen höjer sig Bondberget.

## Dalvik
Dalvik ligger strax väster om centrum och har utsikt över staden Jönköping. Dalvik byggdes i början på 1960-talet innan miljonprogrammet började, vid en tid då bostadsbristen var stor i Jönköping. Bebyggelsen domineras av trevåningshus med hyres- och bostadsrätter, också om 7-8-våningshus förekommer. Här finns också ett antal studentbostäder.

## Sveahäll
Sveahäll är ett villaområde som ligger mellan Dalvik och Mariebo.

## Munksjöstaden

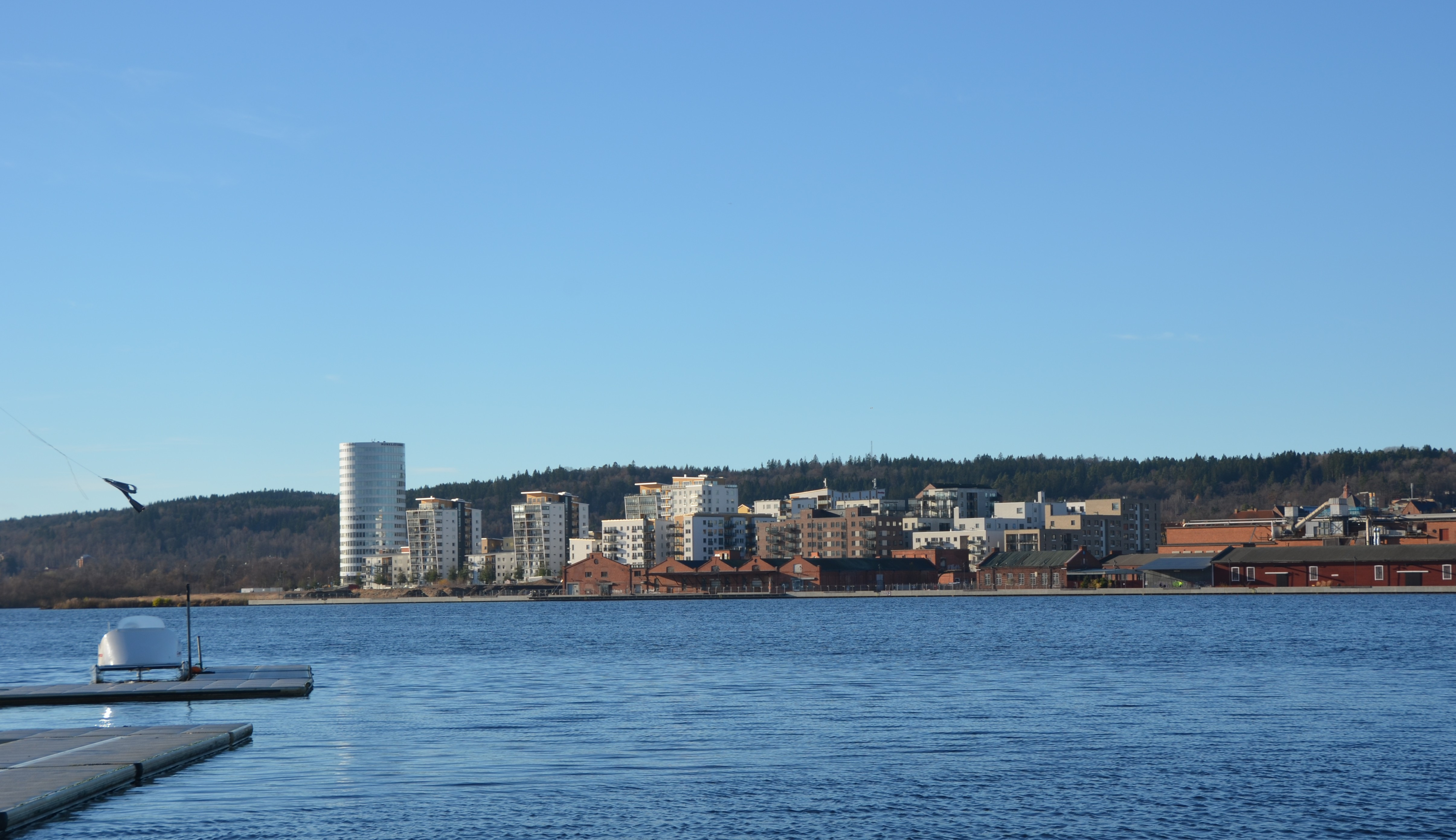
Munksjöstaden

Munksjöstaden är en stadsdel som ligger vid sjön Munksjön och mellan stadsdelarna Ljungarum, Torpa och Råslätt. Området ligger bredvid de gamla pappersfabrikerna som tillverkade papper under sent 1800-tal.
Idag består stadsdelen mest av nybyggda bostadshus, butiker/restauranger och kontor. Höghuset Munksjötornet ligger här. Här har Skogsstyrelsen sitt huvudkontor.

## Skeppsbron
Skeppsbron är stadens nyaste stadsdel och ligger vid Södra Munksjön. I Området finns en hel del nya bostäder, parker och affärer.

## Tidigare egna tätorter

### Huskvarna

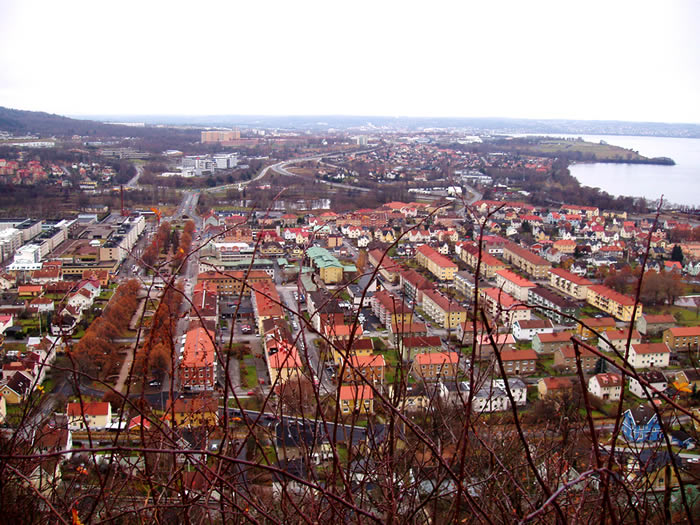
Utsikt över Huskvarna från Månberget med Jönköping i bakgrunden

Huskvarna som ligger öster om Jönköping växte upp runt en större verkstadsindustri. Bebyggelsen ligger vid det sydöstra hörnet av Vättern, och upp på Östra Vätterbranterna.  År 2004 var antalet invånare i kommundel Huskvarna 21 243. Angränsande kommundelar är Skärstad, Lekeryd, Tenhult och Österängen.
Huskvarnas lägre belägna stadskärna är omgiven av ansenliga, bebyggda höjdområden som Öxnehaga, Pettersberg och Egna Hem, nivåskillnaden är som mest cirka 120 meter. Klevaliden och Ådalsvägen (länsväg 132) leder till de östra områdena, medan de västra kan nås bland annat via Öxnehagaleden. En stor del av det lägre området mot Vättern låg oanvänt till början av 1900-talet och Kungsgatan, där köpcentrum Rosen nu ligger, kallades länge ”Sista gatan”. Den sanka Rosendalamaden fylldes ut som nödhjälpsarbete i början av 1920-talet.

### Norrahammar
Norrahammar är en bruksort som ligger söder om Jönköping utmed Tabergsån. Den ingår numera i Jönköpings tätort, tack vare den sammanhängande bebyggelsen ifrån Norrahammar genom Hovslätt till Råslätt i Jönköping. Norrahammar hade 2004 omkring 9 000 invånare. Samhället Norrahammar växte upp kring Norrahammars bruk, som bland annat tillverkade järnspisar och värmepannor. Bruket lades ner i början av 1980-talet. Norrahammar var tidigare egen köping och uppgick 1971 i Jönköpings kommun.